# Gnophomyia vitripennis
Gnophomyia vitripennis is een tweevleugelige uit de familie steltmuggen (Limoniidae). De soort komt voor in het Neotropisch gebied.